# Alexander Imich
Alexander Imich (* 4. Februar 1903 in Częstochowa, Russisches Kaiserreich; † 8. Juni 2014 in New York City) war ein polnisch-US-amerikanischer Parapsychologe und Supercentenarian.

## Leben
Imich wurde 1903 in einer jüdischen Familie im Weichselland geboren. Zum Ende des Ersten Weltkrieges im Jahr 1918 traten er und seine Schulklasse im Alter von 15 Jahren den polnischen Truppen bei. Zudem diente Imich von 1919 bis 1921 im Polnisch-Sowjetischen Krieg. Ihr Einsatz dauerte, bis die Bolschewiki zurückgedrängt waren. In dieser Zeit lernte er das LKW-Fahren, da sein älterer Bruder in der Automobil-Industrie beschäftigt war. Imich studierte an der Jagiellonen-Universität in Krakau und wurde in Zoologie promoviert, danach wechselte er zur Chemie.
In den 1920er und 1930er Jahren forschte er für die Polnische Gesellschaft für Psychische Forschung zu einem „Medium“ namens Matylda. In der deutschen Zeitschrift für Parapsychologie veröffentlichte er darüber 1932 einen Bericht; alle unveröffentlichten Materialien gingen während des Zweiten Weltkrieges verloren.
Mit seiner Frau Wela flüchtete er während des Krieges in das sowjetisch besetzte Białystok. Da beide sich weigerten, die sowjetische Staatsbürgerschaft anzunehmen, kamen sie in ein Arbeitslager. Nach ihrer Entlassung wanderten beide 1952 in die USA aus. Sie zogen nach New York; Imich arbeitete zunächst als Chemiker. Nach dem Tod seiner Frau 1986   beschäftigte er sich wieder mit der Parapsychologie und veröffentlichte zahlreiche Aufsätze in Zeitschriften. Im Jahr 1995 veröffentlichte er ein Buch über das Thema. Er war als Präsident der Anomalous Phenomena Research in New York tätig.
Alexander Imich lebte in Manhattan im Bundesstaat New York und galt seit dem Tod des Italieners Arturo Licata (1902–2014) als ältester lebender Mann. Er starb am 8. Juni 2014 im Alter von 111 Jahren und 124 Tagen.

## Veröffentlichungen
- Incredible tales of the paranormal: documented accounts of poltergeist, levitations, phantoms, and the phenomena, New York, 1995, ISBN 1883647037